# Природный территориальный комплекс
Приро́дный территориа́льный ко́мплекс (ПТК) —  территория, обладающая определённым единством природы, обусловленным общим происхождением и историей развития, своеобразием географического положения и действующими в её пределах современными процессами. Одновременно ПТК — закономерное сочетание географических компонентов или комплексов низшего ранга, образующих системы разных уровней — от географической оболочки до фации (ландшафтоведение).
ПТК бывают полные (из 6 компонентов) и неполные (из меньшего количества компонентов [в пределах одной сферы, например водный биоценоз).
В становление и развитие теории ПТК существенный вклад внесли отечественные учёные: В. В. Докучаев (1846—1903), Л. С. Берг (1876—1950), Д. Л. Арманд (1905—1976), Ф. Н. Мильков (1918—1996), С. Д. Муравейский (1894—1950) и др.

## Взаимодействие компонентов ПТК
Рельеф
Рельеф — Большое влияние на современную природу оказало кайнозойское горообразование, которое привело к существенной перестройке всех компонентов природы на огромных территориях возникших гор и появлению многих совершенно новых ПТК.
а) С климатом
б) С водами
в) С почвами
г) С растительностью
д) С животным миром
Во́ды
а) С рельефом
б) С климатом
в) С почвами
г) С растительностью
д) С животным миром
Почвы
Почвы — В. В. Докучаев назвал почву «зеркалом» природы, подчёркивая тем самым, что она отражает взаимодействие всех компонентов природы, является результатом этого взаимодействия.
а) С рельефом — Характерной закономерностью смены почв в горах является высотная поясность.
б) С климатом — Важнейшей причиной зональности почв является изменение климата.
в) С водами — Подземные воды принимают участие в формировании почв (почвенных горизонтов). При выпадении осадков и таянии снега через гумусовый горизонт просачивается влага, которая растворяет и выносит из него часть органических и минеральных соединений.
г) С растительностью — Степные растения дают большое количество органического вещества ежегодно, поэтому здесь, в лесостепной и северной части степной зон, формируются самые богатые перегноем почвы — чернозёмы.
д) С животным миром
Растительность
а) С рельефом
б) С климатом
в) С водами
г) С почвами
д) С животным миром
Животный мир
Животный мир — Видовое разнообразие животных, обитающих на территории России, велико. Каждый вид приспособился к определённым условиям существования, поэтому распространение животных зависит в большей степени от климатических условий, растительности и, косвенно, характера почв.
а) С рельефом
б) С климатом
в) С водами
г) С почвами
д) С растительностью